# Jean-Pierre Duport
Jean-Pierre Duport (Parijs, 27 november 1741 - Berlijn, 31 december
1818) was een Franse cellist en broer van Jean-Louis Duport, ook cellist.
Duport maakte zijn debuut in 1761 in Parijs in het Concert spirituel; bracht in 1769 een bezoek aan Engeland ; in 1771 aan Spanje en vertrok in 1773 naar het hof van Frederik II van Pruisen in Berlijn. Hij heeft samen met Ludwig van Beethoven twee van diens cellosonates gespeeld.
- Bibsys: 3024327
- Biblioteca Nacional de España: XX1785284
- Bibliothèque nationale de France: cb147865143 (data)
- Catàleg d'autoritats de noms i títols de Catalunya: 981058618384106706
- CiNii: DA11281466
- Gemeinsame Normdatei: 11625257X
- International Standard Name Identifier: 0000 0000 8362 5524
- Library of Congress Control Number: n85231497
- MusicBrainz: 412d94d8-ed20-4a99-b560-68843c7cf637
- Nationale Bibliotheek van Israël: 987007410223805171
- Nederlandse Thesaurus van Auteursnamen: 067839959
- Istituto Centrale per il Catalogo Unico: CFIV150021
- SNAC: w6g28m8x
- Virtual International Authority File: 19945000
- WorldCat: E39PBJjhyRTyC9wYmFdHwqChHC